# Адамув (Радомщанський повіт)
Адамув (пол. Adamów) — село в Польщі, у гміні Ладзиці Радомщанського повіту Лодзинського воєводства.
Населення — 87 осіб (2011).
У 1975-1998 роках село належало до Пйотрковського воєводства.

## Демографія
Демографічна структура станом на 31 березня 2011 року:
|          | Загалом | Допрацездатний вік | Працездатний вік | Постпрацездатний вік |
| -------- | ------- | ------------------ | ---------------- | -------------------- |
| Чоловіки | 48      | 7                  | 37               | 4                    |
| Жінки    | 39      | 9                  | 20               | 10                   |
| Разом    | 87      | 16                 | 57               | 14                   |